# Authari al longobarzilor
Authari (n. 550 d.Hr. – d. 5 septembrie 590 d.Hr., Pavia, Ducatul Milanului) a fost rege al longobarzilor de la anul 584 până la moarte.
Authari era fiul fostului rege, Cleph al longobarzilor, la moartea căruia (574), nobilimea longobardă a refuzat numirea unui succesor, situație care a condus la interregnum-ul de 10 ani, cunoscut ca Domnia ducilor.
În 574 și 575, longobarzii au invadat regiunea Provence, pe atunci parte a Regatului Burgundiei condus de Guntram, franc din Dinastia Merovingiană. Acțiunea s-a dovedit o greșeală, dat fiind că Guntram, aliat cu nepotul său, regele Childebert al II-lea din Austrasia, a invadat la rândul său Lombardia. Armata francilor a coborât pe valea Adigelui și a reușit să captureze Trento. Între timp, împăratul bizantin Tiberiu I, a început negocierile pentru o alianță cu francii, drept pentru care longobarzii, temându-se să nu fie prinși într-un clește, au decis alegerea unui nou rege. Ca urmare, în 584, ei l-au ales pe Authari, căruia i-au cedat nu numai stăpânirea asupra reședinței de la Pavia, dar și jumătate din domeniile lor ducale.
Authari a petrecut întreaga sa domnie în războaie purtate împotriva francilor, grecilor, ca și a diverșilor răsculați. Primul său test de autoritate l-a reprezentat reprimarea revoltei ducelui Droctulf de Brescello, fost general bizantin, care se aliase cu romanii și guverna în regiunea văii Padului. Alungându-l pe acesta, Authari și-a petrecut cea mai mare parte a celor șase ani de domnie luptând împotriva lui Smaragdus, exarhul de Ravenna, sau a regilor Merovingieni.
Guntram și Childebert nu erau pe deplin mulțumiți cu succesele lor inițiale din Italia și în mai multe rânduri amenințau cu invazia, punându-și planurile în practică de două ori. Amintirea campaniilor din Italia ale regelui Theudebert I de Austrasia, îndemnurile la război ale mamei lui Childebert, Brunhilda, și ale împăratului de la Constantinopol și exarhului de Ravenna, ca și erorile strategice ale lui Guntram din trecut alimentau această atmosferă generală. În 588, Authari a reușit să îi respingă pe franci, însă în 590, unchiul și nepotul franci au condus armatele peste Alpi, respectiv peste Mont Cenis și pasul Brenner către Milano și Verona. Cu toate că Authari s-a baricadat în Pavia, francii nu au reușit să își îndeplinească obiectivul, dat fiind că trupele bizantine ale exarhului de Ravenna nu au reușit să facă joncțiunea cu ei și mai ales pentru că o epidemie s-a răspândit.
Authari a extins stăpânirea longobardă pe seama Bizanțului. El a cucerit fortăreața de la Comacchio și a tăiat calea de comunicație dintre Padova și Ravenna. De asemenea, ducele Faroald I de Spoleto a reușit să captureze portul ravennat Classis și să îl distrugă în totalitate. Authari a mărșăluit prin întreaga peninsulă, ajungând până la Reggio, jurând să cucerească de la bizantini Calabria — un jurămînt niciodată dus la îndeplinire de către vreun conducător longobard.
La 15 mai 589, Authari s-a căsătorit cu Theodelinda, fiică a ducelui Garibald I al bavarezilor. De credință catolică, regina a avut o mare influență asupra longobarzilor datorită virtuților sale. Atunci cînd Authari a murit la Pavia în 590, posibil otrăvit, el a fost succedat ca rege de către Agilulf, pe atunci duce de Torino, la sfatul Theodelindei, care s-a căsătorit cu Agilulf, având încuviințarea celorlalți duci.